# ترعة المحمودية
ترعة المَحمودية هي ممر مائي فرعي من نهر النيل يخترق محافظة البحيرة ومدينة الإسكندرية، بطول حوالي 70 كم، وينتهي في البحر الأبيض المتوسط. في 8 مايو 1807 أمر محمد علي بحفر ترعة المحمودية لتبدأ من النيل قرب قرية بهبيت وقتها لتصل مياه النيل للإسكندرية عبر البحيرة. ولتكون ممرًا مائيًا للمراكب التجارية بين الإسكندرية ونهر النيل. وكان محمد علي قد أمر كشافين البحيرة بجمع الأنفار، وتجهيز العمال، والبنائين، والحدادين، والمساحين، والفؤوس، والغلقان، والمقاطف، والعراجين، والسلب. وكانوا يسيرون مع كاشف كل منطقة بالطبل والزمور. وكان كل إقليم تمر به الترعة له حصة من الأقصاب ليحفرها, فإذا انتهى من الحفر يساعد الإقليم المجاور. وأثناء الحفر ظهر ببعض الأماكن مساكن مطمورة وقيعان وحمامات معقودة وظروف بها بداخلها قطع نحاس كفرية قديمة وأخرى لم تفتح ولا يعلم ما فيها رفعوها لمحمد علي. وفي أبريل 1819 توقف العمل بسبب الطاعون وعاد الناس لبلادهم. وكان كل من يموت يدفن في مكانه لكثرة الموتى. وفي يناير سنة 1820 فتحوا للترعة شرمًا بالإسكندرية على البحر. وسُمّيت ترعة ومدينة المحمودية باسم السلطان محمود الثاني سلطان الآستانة. لأن مصر أيام محمد علي كانت ولاية عثمانية.

## معرض الصور

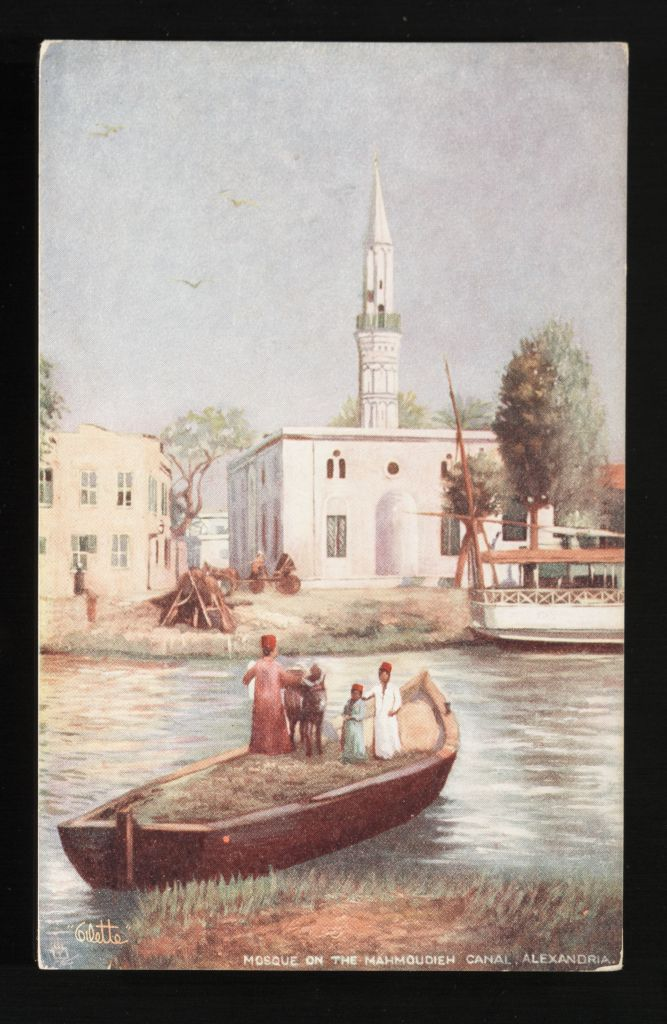
مسجد على ترعة المحمودية بالإسكندرية
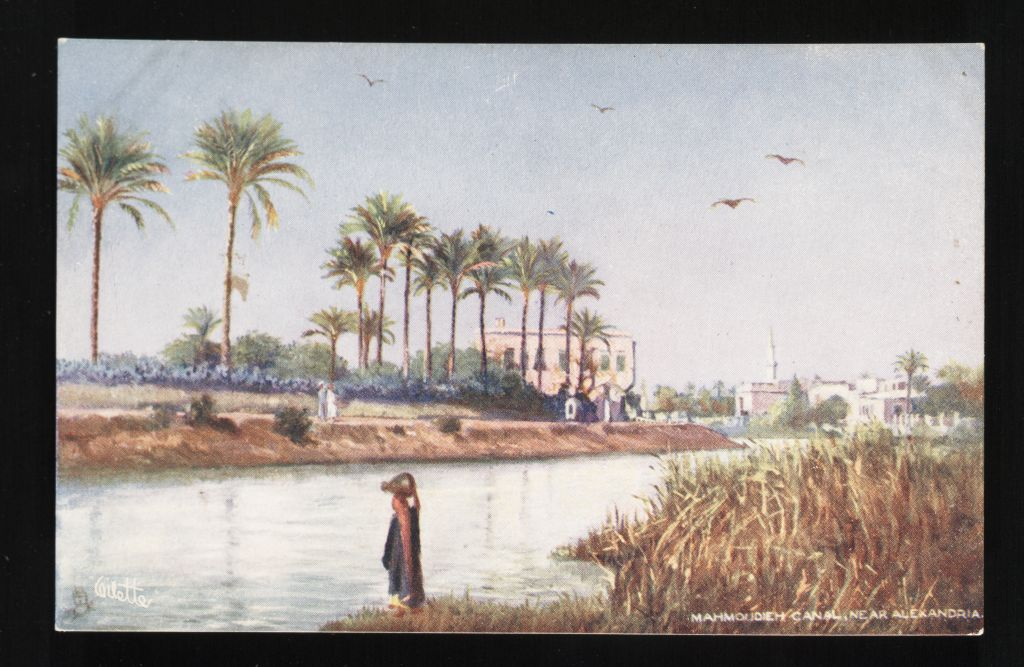
ترعة المحمودية بالقرب من الإسكندرية